# Melasina effervescens
Melasina effervescens är en fjärilsart som beskrevs av Edward Meyrick 1911. Melasina effervescens ingår i släktet Melasina och familjen säckspinnare. Inga underarter finns listade i Catalogue of Life.